# 大矢知浩司
大矢知 浩司（おおやち ひろし、1937年2月28日 - ）は、日本の会計学者。経営学博士（1978年）。滋賀大学経済学部教授・青山学院大学経営学部教授・九州産業大学教授を歴任。

## 略歴
三重県四日市市出身。大阪市立大学卒、1963年神戸大学大学院経営学研究科会計学博士課程満期退学。1978年「アメリカにおける会計監査の生成と発展に関する研究」で経営学博士。滋賀大学経済学部助教授、教授、1983年青山学院大学経営学部教授、2000年九州産業大学教授。

## 著書
- 『会計監査 アメリカにおける生成と発展』中央経済社 1971
- 『EDP会計監査』白桃書房 1976
- 『パソコン簿記会計 誰でもわかる"ノン仕訳"システム』実教出版 1985
- 『ポイント別監査理論演習 重要論点整理と問題解法の徹底演習』ほうしょう出版 1987
- 『監査論概説』白桃書房 1989

### 共編著
- 『コンピュータ監査の実際 わが国の現状と将来』森実共著 白桃書房 1974
- 『イギリス会計制度の展開』佐々木秀一共編著 同文館出版 1981
- 『事業報告書の国際比較 コミュニケーション・メディアとしての事業報告書の実態』興津裕康共著 白桃書房 1983
- 『国際財務データベース入門』薄井彰共編 日本経済新聞社 1992
- 『財務分析ツール・アンド・データ』深沢弘美,金川一夫共著 白桃書房 1996
- 『現代会計用語辞典』興津裕康共編 税務経理協会 1999

### 翻訳
- ウォルタ・A.スタウプ『会計監査発達史』中央経済社 1966
- レイモンド・A.バウアー編著『社会的責任と監査 アメリカにおける社会監査の展開』道明義弘共訳 白桃書房 1978

## 論文
- <大矢知浩司